# ديريك روس (لاعب كرة قدم أمريكية)
ديريك روس (بالإنجليزية: Derrick Ross)‏ هو لاعب كرة قدم أمريكية أمريكي، ولد في 29 ديسمبر 1983 في هانتسفيل في الولايات المتحدة.

## وصلات خارجية
- ديريك روس (لاعب كرة قدم أمريكية) على موقع مرجع كرة القدم المحترفة.كوم (الإنجليزية)